# Élections législatives marocaines de 1970
Les élections législatives de 1970 au Maroc ont eu lieu le 21 août 1970 à la suite de la révision constitutionnelle marocaine de juillet 1970. Il s'agit du deuxième scrutin législatif depuis l'indépendance du Maroc en 1956 et marque la fin d'état d'exception proclamé le 7 juin 1965 à la suite des émeutes sociales de Casablanca.

## Contexte
Ce scrutin vient un mois après l'adoption par référendum de la révision constitutionnelle de juillet 1970. En effet, il marque la restauration des institutions représentatives au Maroc après cinq années d'état d'exception (juin 1965 - juillet 1970) à la suite des émeutes sociales de Casablanca de 1965.
La principale nouveauté de cette révision constitutionnelle est le passage du système bicaméral introduit dans la constitution de 1962 au système monocaméral du parlement marocain, la Chambre des conseillers est en effet supprimée.
Les 240 membres de la Chambre des représentants sont élus pour 6 ans selon la répartition suivante :
- 90 sièges sont élus directement par l’ensemble des citoyens ;
- 90 sièges sont élus dans les préfectures et les provinces, par un collège formé des conseillers communaux ;
- 60 sièges sont élus par quatre collèges socio-professionnels :
  - 24 par les chambres d'Agriculture,
  - 16 par les chambres de Commerce et d'Industrie,
  - 10 par les chambres d’Artisanat,
  - 10 par les représentants des salariés.

Cette nouvelle révision constitutionnelle a donné un net avantage aux indépendants de gagner le scrutin. D'ailleurs, les partis politiques de l'opposition, le Parti de l'Istiqlal (PI) et l'Union nationale des forces populaires (UNFP), avaient décidé de boycotter le référendum constitutionnel de 1970 et le scrutin législatif. Ce qui a contraint certains membres de ces formations à se présenter aux élections à titre individuel. Par ailleurs, le 26 juillet 1970, les dirigeants des deux partis, Allal El Fassi (PI) et Abderrahim Bouabid (UNFP) ont annoncé la création d'un front national sous forme de coalition politique appelée la Koutla, afin de réorganiser les forces d'opposition politique au Maroc.

## Résultats
| Rang | Parti | Sièges | Part    | Évolution (Législatives 1963) |
| ---- | --- | ------ | ------- | ----------------------------- |
| 1er  | Indépendants                                                                                               | 169    | 70,42 % | +163                          |
| 2e   | Mouvement populaire (MP)                                                                                   | 60     | 25,00 % | [ n 2 ]                       |
| 3e   | Parti de l'Istiqlal (PI)                                                                                   | 8      | 3,33 %  | -33                           |
| 4e   | Parti démocrate constitutionnel (PDC) (ancienne appellation du Parti démocratique de l'indépendance (PDI)) | 2      | 0,83 %  | [ n 2 ]                       |
| 5e   | Union nationale des forces populaires (UNFP)                                                               | 1      | 0,42 %  | -27                           |